# Mats Paulson
Maths Paul Ingemar Paulsson, mer känd som Mats Paulson, född 28 januari 1938 i Sankt Lars församling i Linköping, död 19 september 2021 i Saltsjöbaden,
var en svensk sångare, poet, målare och visdiktare.

## Biografi
Paulson studerade idéhistoria och konstvetenskap vid Stockholms universitet.
Han gjorde 1961 sin debut som artist på Nalen i Stockholm och framträdde därefter på restauranger mellan 1962 och 1965 över hela landet, från Malmö till Luleå. År 1962 spelade han in sin första grammofonskiva, En vårballad, på Europafilm. Efter ett möte med Lulu Ziegler i Köpenhamn 1964 började han skriva sånger åt henne.
Paulsons första LP-skiva, Tango i Hagalund, gavs ut 1964. Han slog igenom med Visa vid vindens ängar på albumet En stad, en morgon 1966. Sedan dess gav han ut flera skivor och skrev hundratals visor, däribland Barfotavisan och Baggenslåten. Samarbeten gjordes med bland annat Håkan Hellström, Alexander Rybak och Linda Pira.
Philip Keith Nelson översatte många av Paulsons sånger till engelska.

## Priser och utmärkelser
- 1965 – Tidningen Hennes årliga stipendium Lyckogaloschen
- 1967 – Fackförbundet LO:s Kulturstipendium
- Byggnadsarbetareförbundets Kulturpris
- Linköpings stads Kulturpris
- 1975 – Fred Winters minnesfond
- 1991 – Evert Taube-stipendiet, Tidningen Vi
- 1991 – Årets Bellman på Gröna Lund
- 1993 – SKAP:s Evert Taubestipendium
- 2010 – Nils Ferlin-Sällskapets trubadurpris

## Diskografi
- 1964 – Tango i Hagalund
- 1966 – En stad, en morgon
- 1967 – Visor från Sörgården
- 1968 – Songs and letters of Joe Hill
- 1973 – Gyllne morgon
- 1974 – Barfota
- 1975 – Sjung av hjärtat sjung
- 1976 – Hultmans solskenssånger
- 1978 – Visor vid Vindens Ängar
- 1979 – Mats Paulson sjunger Evert Taube
- 1981 – Stadens sångare
- 1983 – Jag sjunger för dig och sommaren
- 1986 – En målares melodi
- 1988 – Sången om sommaren
- 1990 – Sommarlov, vilken härlig tid!
- 1991 – Sundbornssviten
- 1992 – Det går en vind
- 1992 – Smultron
- 1994 – Mot väggen
- 1996 – Låt mig hålla din fot i min hand!
- 1997 – Årstider
- 1998 – Mats Paulson i Sundborn
- 2000 – Visor
- 2010 – I ditt sommarhus
- 2010 – Sommarlov, vilken härlig tid!
- 2010 – Väders och vind
- 2011 – Visa vid vindens ängar – Alexander Rybak sjunger Mats Paulson

### Ep och singlar
- 1962 – Vårballad
- 1963 – Tango i Hagalund
- 1971 – Sommarvals vid havet
- 2010 – Baggenslåten
- 2010 – Visa i citruslunden
- 2013 – Mats sjunger Håkan Hellström
- 2021 – Tango Morena, Mats Paulson, Alexander Rybak & Hawaiian Novelty Orchestra

### Tolkningar av andra artister
Bland artister som tolkat Paulsons låtar kan nämnas: Scandinavian Five, Country Four, Gustav Winckler, Birgitte Grimstad, Staffan Percy, Lasse Lönndahl, Sylvia Wrethammar, Lasse Stefanz, Mats Rådberg, Håkan Hellström, Alexander Rybak, Rebecca,  ExeVox. (Kör i Exeter, England) och Linda Pira.

### Sång- och musiksamlingar
- 1964 – Tango i Hagalund
- 1966 – En stad, en morgon
- 1974 – Barfota
- 1978 – Visor vid vindens ängar
- 1981 – Det går en vind… (musik, lyrik, prosa och målningar)
- 1984 – Det går en vind … 15 sånger diktade och komponerade av Mats Paulson
- 1989 – Mats Paulsons sommarsånger
- 1989 – Mats Paulson - Sånger 1
- 1990 – Mats Paulson - Sånger 2
- 1991 – Mats Paulson - Sånger 3
- 1993 – Sommarstråk - instrumental, 14 spelmanslåtar
- 1994 – Baggenslåten och andra sånger - I arrangemang för kör.
- 1997 – Mats Paulson Bästa - 35 sånger med teckningar

## Konstnärskap
Paulson ställde ut sin konst cirka 40 gånger, bland annat på Galleri Grünewaldvillan, Gummesons konsthall, Vår Gård i Saltsjöbaden och Galleri Bleu i Linköping.

## Medverkan i TV och radio
Paulson medverkade i många TV-program som Allsång på Liseberg, Allsång på grensen från Norge med Alexander Rybak,  Bingolotto, 24 karat, Lekande lätt, Allsång på Skansen 1984 och 2005 med Håkan Hellström, Café Sundsvall, Café Norrköping och Lyckliga gatan tillsammans med Linda Pira. Han var även programledare för SVT1:s serie Sommarkväll i det gröna 1993.
Han medverkade i radio i program som Det ska vi fira,  Frukostklubben och en musikserie med intervjuer med olika konstnärer inom måleri, skulptur, industridesign, mode med mera för Musikradion och P2.
Han var värd för Sommar i P1 1967, 1968, 1969, 1970 och 1972.
Mats Paulson är gravsatt i minneslunden på Skogsö kyrkogård.